# Jalal al-din Rumi

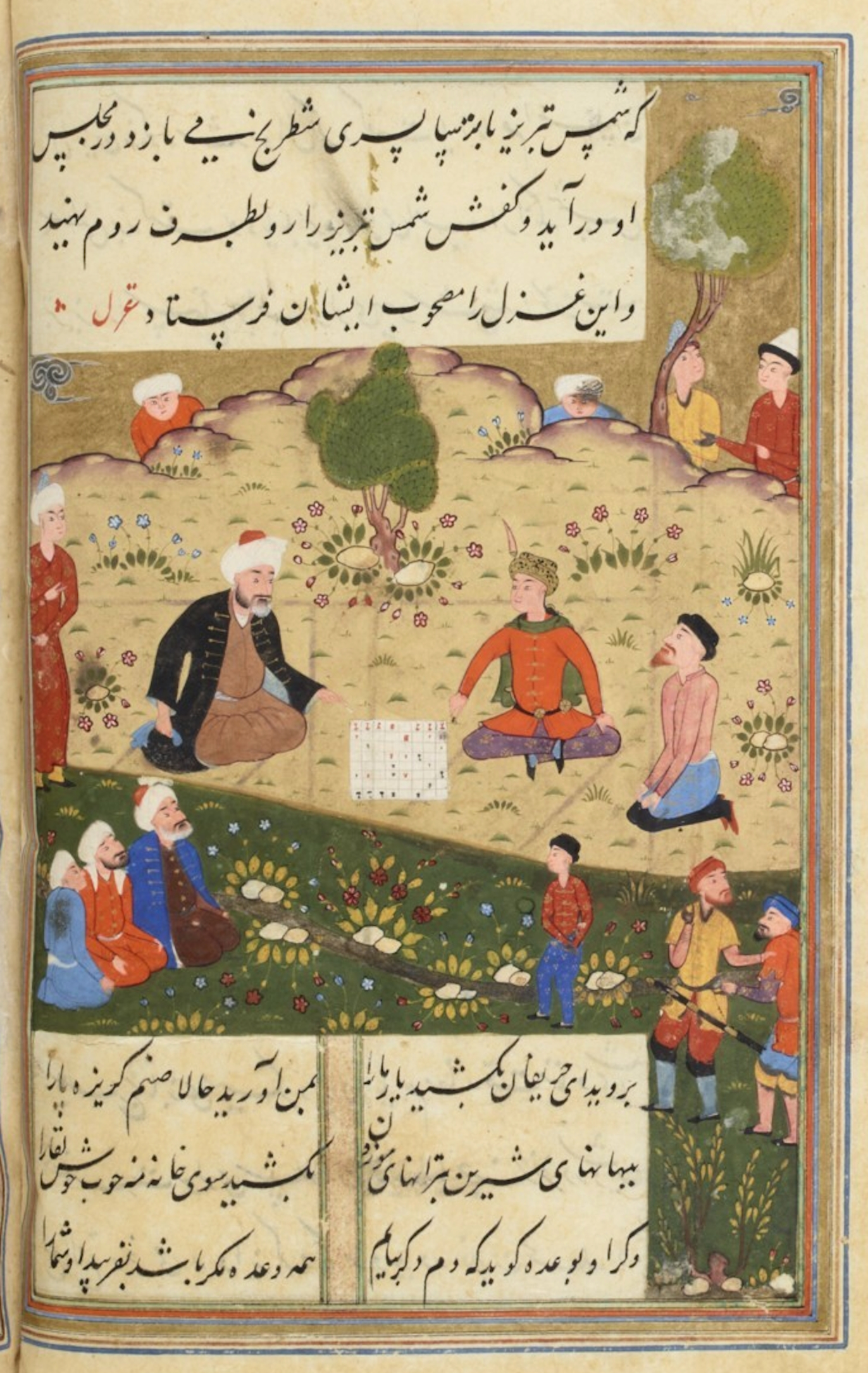
En miniatyrmålning föreställande Shams i ett manuskript av Divan-e Shams-e Tabrizi (1503). Ghazal nr 163.

Jalal al-din Rumi (persiska: جلال الدین رومی), även känd i den persisktalande världen som Jalal al-din Balkhi (persiska: جلال‌الدین بلخى, tadzjikiska: Ҷалолиддин Муҳаммади Балхӣ), född 1207 i staden Vakhsh i regionen Balkh i nuvarande Tadzjikistan och Afghanistan, död 1273, var en persisk poet och sufisk mystiker.

## Rumis liv och verk

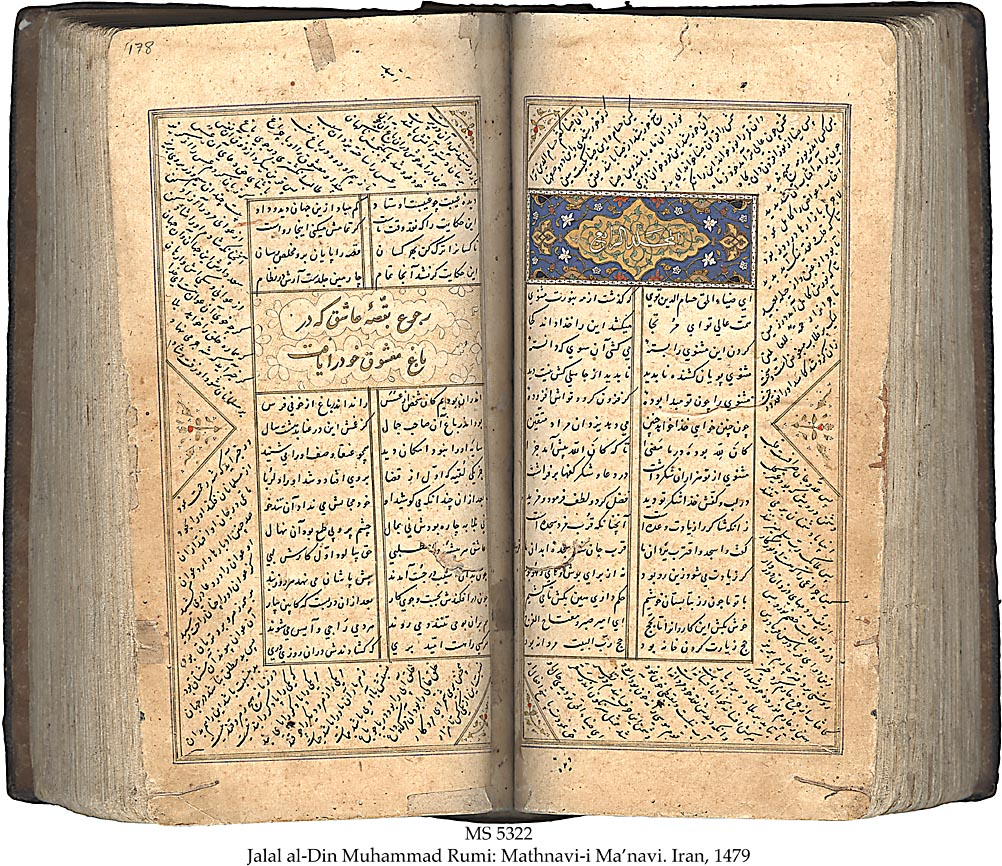
Masnavi-ye manavi. Manuskript från Shiraz, Iran (1479)

Rumis liv har ansetts perfekt för en sagoberättelse: den oskyddade barndomen i det krigshärjade regionen Balkh, flykten undan mongolinvasionen, hans nära förhållande till fadern, mystikern Baha ad-din Walad, och särskilt hans möte med den karismatiske Shams ad-din Tabrizi, en kringvandrande dervisch, i den turkiska staden Konya. På höjden av sin karriär som islamisk rättslärd sammanträffade Rumi med Shams som, enligt legenden, över en natt omvände honom till en berusad gudsförälskad och fick honom att dikta tusentals verser poesi. Shams gav Rumi insikten att kärleken övergår det sinnliga och att esoterismen är religionens verkliga vägvisare.
Rumi har fått sitt namn av att han tillbringade en stor del av sitt liv i dåvarande seldjukiska riket. Han var gift två gånger. Hans första äktenskap var med Gauhar Khatun som härstammade från Rumis hemtrakter. Efter hennes tidiga död gifte han sig med en kristen kvinna, Kera Khatun. Från äktenskapet med Gauhar Khatun föddes tvillingsönerna Sultan Walad och 'Ala ad-din Mohammed.
'Ala ad-din låg enligt Rumis hagiograf Shams ad-din Aflaki bakom Shams ad-din Tabrizis mystiska död. Motivet till mordet är okänt men forskarna misstänker att 'Ala ad-din var hemligt förälskad i Shams ad-dins hustru Kimiya. Från äktenskapet med Kera Khatun föddes sonen Muzaffar ad-din Alam och dottern Malika Khatun.
Rumi är författare till två huvudverk, en lyriksamling (Divân-e Shams-e Tabrizi) och en lärodikt (Masnavi-ye manavi).
Efter Rumis död grundade hans lärjunge Husam al-Din Chelebi och hans son Sultan Walad den sufiska orden, Mevlevi, som bär vidare arvet efter Rumi.

## Kärlekens religion

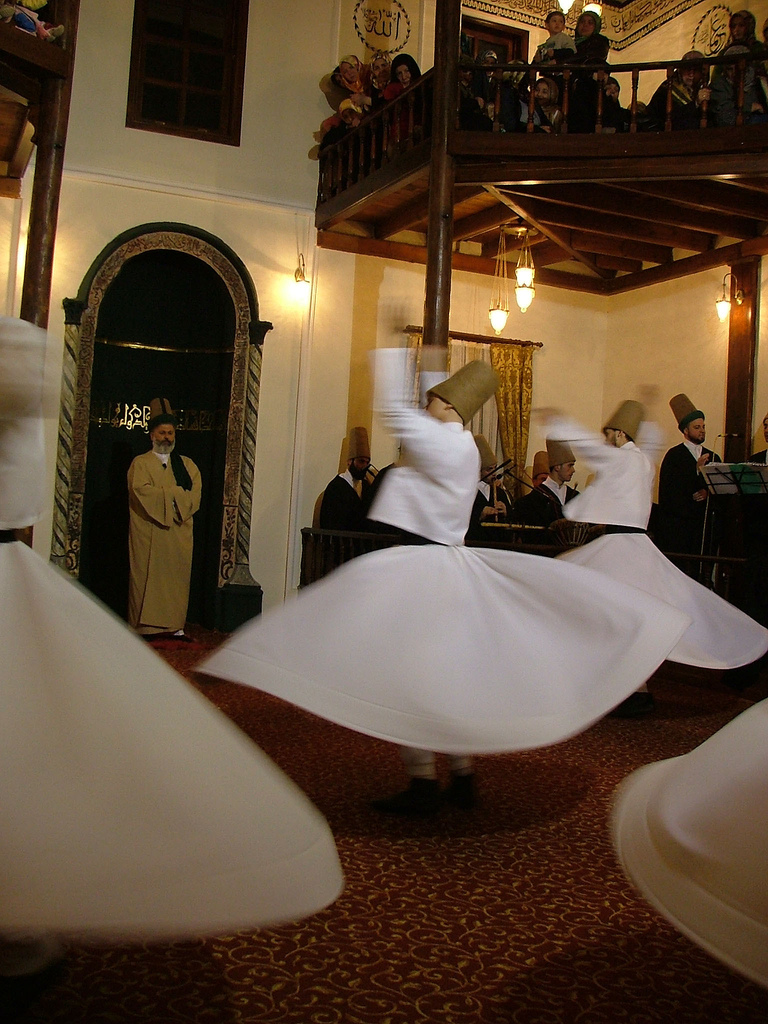
Dervischer som tillhör Mevlevi-orden

Kärleken har en central betydelse i Rumis diktning. Han beskriver Gud som den Älskade och förhållandet mellan människa och Gud utmålas som ett kärleksförhållande.
Rumis föreställning om kärlekens gränslöshet gestaltas även i vad många uppfattar som hans universalism. Inom nutida ekumenik och religionsdialog används ofta Rumi som en symbol för interreligiös tolerans och uppfattningen att alla religioner har samma gudomliga källa. Rumi framhåller att all form av religion försvinner i mystikerns gudsmedvetande.

## Rumis inflytande
Rumi är ett av världslitteraturens stora namn. Han räknas som tidernas störste sufipoet och hans dikter åtnjuter ett särskilt högt anseende i Afghanistan, Turkiet, Tadzjikistan, Pakistan samt bland muslimer i Indien och i Bosnien. Hans inflytande på persisk litteratur är omätligt och hans poesi har satt sin prägel på litteraturen på flera språk, däribland osmanska, turkiska, urdu, pashtu och bosniska.
Rumi har även lästs och beundrats av en rad intellektuella, författare och fritänkare i Europa och Nordamerika genom århundradena. Rembrandt inspirerades av honom i sitt måleri och Hegel i sin filosofi. Emerson och Goethe diktade poesi i Rumis fotspår. 1958 tillkännagav påven Johannes XXIII: ”I den katolska världens namn bugar jag mig i respekt för hans minne.” Även Gandhi brukade hänvisa till Rumis verk i sina förkunnelser om mänsklig fred och samförstånd. Dag Hammarskjöld citerar honom i sin andliga dagbok Vägmärken och Gunnar Ekelöf fann hos honom en litterär vägledare. I slutet av 1990-talet blev Coleman Barks tolkningar av Rumi en bestseller i Nordamerika och har satt sin prägel på olika aspekter av amerikanskt kulturliv och andliga miljöer (såsom new age). 2007 utnämnde Unesco Rumi till fredspoet och runtom i världen firades 800-årsminnet av hans födelse med konserter, symposier och poesiuppläsningar.
I västerländska översättningar har Rumis muslimska arv ofta tonats ned, för att göra dem mer tillgängliga i en tid då fördomar mot muslimer är vanliga.

## Rumi i Sverige
Rumis verk har översatts till svenska av Eric Hermelin, Gunnar Ekelöf, Eric von Post, Willy Kyrklund, Bo Utas, Ashk Dahlén och Simon Sorgenfrei. Ashk Dahléns tolkningar publicerades 2001 med titeln Vassflöjtens sång. 2009 utkom denna volym i ny utgåva i serien Alla tiders klassiker ämnad för Sveriges gymnasieskolor. Rumis poesi har influerat flera svenska författare som Hjalmar Gullberg, Ingemar Leckius, Jila Mossaed och Kurt Almqvist.
Sverige besöks regelbundet av olika grupper turnerande dansande dervischer från Turkiet och traditionella musiker från Iran, Afghanistan och andra persisktalande områden som framför Rumis dikter.

## Svenska översättningar
- Mesnavi (översättning Axel Eric Hermelin efter Reynold A. Nicholsons text) (Lund: Eric Hermelin, 1933-1939) [6 vol.]
- Kärlekens poem (i urval av Deepak Chopra; översättning [från engelska] Monica Katarina Frisk) (Energica, 2000)
- Vassflöjtens sång (inledning och översättning Ashk Dahlén) (Lund: Ellerström, 2001). 2:a uppl. 2009
- Ett urval av Alexandrin den andlige (översättning Joveini Hossein) (Joveini Hossein, 2001)
- Mathnawi-i Manawi. Bok 1 (från engelskan/latin Christer Oxenstierna) (Chicago: Kazi, 2002)
- Ljuvliga skratt (översättning från engelskan Astrid Ericson Bahari) (Alhambra, 2010)
- Den enhänte korgmakaren (översättning från engelskan Astrid Ericson Bahari) (Alhambra, 2012)